# Сабонгуй, Патрик
Патрик Сабонгуй (англ. Patrick Sabongui; род. 9 января 1975, Монреаль, Канада) — канадский актёр, режиссёр, продюсер и каскадёр. Наиболее известен по роли капитана Дэвида Синга в сериале «Флэш», а также по ролям в фильмах «Штурм Белого дома», «Годзилла», «Ночь в музее: Секрет гробницы» и «Варкрафт».

## Биография
Окончил Университет Конкордия. В 2006 году получил степень магистра изобразительных искусств в Калифорнийском университете в Ирвайне.
Начал карьеру в 2001, выступив в качестве каскадёра в приключенческом сериале «Ларго». В последующие годы ставил трюки и снимался в эпизодических ролях в известных фильмах, таких как «300 спартанцев», «День, когда Земля остановилась», «Перси Джексон и похититель молний» и многих других. Благодаря характерной внешности, актёру зачастую доставались роли персонажей-арабов. В 2014 получил регулярную роль капитана полиции Дэвида Синга в телевизионном сериале «Флэш». С 2016 по 2017 снимался в шестом сезоне телесериала «Родина».
В 2017 году Патрик, долгое время игравший роли второго и третьего плана, вместе с Шоном Бином сыграл главную роль в триллере «Дрон». Сабонгуй изобразил пакистанского бизнесмена Имира Шоу, чья семья погибла во время атаки дроном, оператором которого был герой Шона Бина, из-за чего Шоу начинает преследовать оператора и его семью. За эту роль Патрик был номинирован на премию «Лео».

## Личная жизнь
С 5 августа 2002 года состоит в браке с американской актрисой Кирой Загорски. У пары двое детей: дочь Эйш Александрия (род. 2008) и сын Боди Габриэль (род. 2010).

## Фильмография
| Год       |    | Русское название                  | Оригинальное название                              | Роль                             |
| --------- | -- | --------------------------------- | -------------------------------------------------- | -------------------------------- |
| 2003      | ф  | В ловушке времени                 | Timeline                                           | Джимми Гомез                     |
| 2006      | ф  | 300 спартанцев                    | 300                                                | Персидский генерал               |
| 2006—2008 | с  | Звёздные врата: Атлантида         | Stargate: Atlantis                                 | талиб / Канаан                   |
| 2007      | с  | 24 часа                           | 24                                                 | Насир Трабельси                  |
| 2008      | с  | Секс в другом городе              | The L Word                                         | Джамал                           |
| 2008      | ф  | День, когда Земля остановилась    | The Day the Earth Stood Still                      | Солдат #1                        |
| 2009      | ф  | Хранители                         | Watchmen                                           | Лидер банды                      |
| 2009      | ф  | Белая мгла                        | Whiteout                                           | Заключённый                      |
| 2010      | ф  | Перси Джексон и похититель молний | Percy Jackson & the Olympians: The Lightning Thief | Коп #1                           |
| 2011      | ф  | Запрещённый приём                 | Sucker Punch                                       | Эрл                              |
| 2011      | ф  | Война богов: Бессмертные          | Immortals                                          | Гоплит-солдат #3                 |
| 2011      | ф  | Хижина в лесу                     | The Cabin in the Woods                             | Охранник лифта                   |
| 2012      | ф  | Значит, война                     | This Means War                                     | Агент ЦРУ                        |
| 2013      | ф  | Штурм Белого дома                 | White House Down                                   | Бобби                            |
| 2013      | ф  | Смурфики 2                        | The Smurfs 2                                       | Мужчина в костюме                |
| 2014      | ф  | Годзилла                          | Godzilla                                           | Лейтенант-коммандер Маркус Уолтц |
| 2014      | ф  | Работорговля                      | Skin Trade                                         | Детектив Рассэл                  |
| 2014—2023 | с  | Флэш                              | Flash                                              | Капитан Дэвид Синг               |
| 2014      | ф  | Ночь в музее: Секрет гробницы     | Night at the Museum: Secret of the Tomb            | Амир                             |
| 2015      | ф  | Восставшие мертвецы               | Dead Rising: Watchtower                            | Доктор-хиппи                     |
| 2015      | ф  | Земля будущего                    | Tomorrowland                                       | Охранник Эйфелевой Башни         |
| 2016      | ф  | Варкрафт                          | Warcraft                                           | Пехотинец                        |
| 2016—2017 | с  | Родина                            | Homeland                                           | адвокат Реда Хашем               |
| 2017      | ф  | Могучие рейнджеры                 | Power Rangers                                      | Мистер Кван                      |
| 2017      | ф  | Дрон                              | Drone                                              | Имир Шоу                         |
| 2017—2018 | с  | По ту сторону                     | Beyond                                             | Дэниел                           |
| 2018      | ф  | Хищник                            | The Predator                                       | Наёмник #1                       |
| 2018      | ф  | Удивительный мир Марвена          | Welcome to Marwen                                  | Шериф округа Алстер              |
| 2019      | тф | Ким Пять-с-плюсом                 | Kim Possible                                       | Доктор Глопман                   |